# Ayuda oficial al desarrollo
Se entiende como ayuda o asistencia oficial para el desarrollo (AOD) a todos los desembolsos netos de créditos y donaciones realizados según los criterios de la Organización para la Cooperación y el Desarrollo Económico (OCDE). Esto es, en condiciones financieras favorables y que tengan como objetivo primordial el desarrollo económico y social del país receptor.
La ayuda oficial para el desarrollo busca la mejora de las economías de los países en vía de desarrollo mediante las políticas y préstamos de las instituciones de crédito del sistema de las Naciones Unidas mundiales a causa de la pobreza y endeudamientos extremos (estos países son conocidos también como países menos desarrollados). Los países donantes (22 países de los más ricos) acordaron destinar el 0.7 % de su producto nacional bruto (PNB) a este grupo de países.
Además de los Estados mencionados se encuentran aquellos con características especiales que requieren de atención especial. Entre estos se encuentran los países en desarrollo sin litoral, los pequeños Estados insulares y los países con economías en transición.
El Comité de Ayuda al Desarrollo (CAD) es la organización responsable de elaborar y actualizar la lista de países, territorios y organizaciones que califican para recibir Ayuda Oficial al Desarrollo.

## Origen
La ayuda oficial para el desarrollo de la ONU tiene dos orígenes. Por un lado, los subsidios otorgados por naciones y organismos especializados, fondos y programas de la Organización de las Naciones Unidas (ONU). Uno de los objetivos de este organismo como ente donador es reducir la pobreza. Por otro lado, los préstamos de las Instituciones de crédito del sistema de las Naciones Unidas, tales como el Grupo del Banco Mundial, el Fondo Internacional de Desarrollo Agrícola y el Fondo Monetario Internacional (FMI, que ofrece diferentes tipos de apoyos a los países con dificultades financieras).
Esta asistencia se distribuye entre 130 países. En 1998, esta ayuda se proporcionó principalmente a la ayuda humanitaria (alrededor del 20% de la asistencia total de 5200 millones de dólares), seguido del sector salud.[cita requerida]

## La meta del 0,7%
Sin embargo, con el paso del tiempo ha disminuido la proporción de la ayuda oficial para el desarrollo en el total de las corrientes de recursos. Esta asistencia fue acordada como el 0,7% del total del producto nacional bruto en la trigésima cuarta sesión de la Asamblea General (1980). A pesar de este acuerdo, solo seis países han alcanzado esa meta. Estos países son: Dinamarca, Países Bajos, Luxemburgo, Noruega, Reino Unido y Suecia. El resto de los países desarrollados ha mantenido su ayuda oficial para el desarrollo en alrededor del 0,3%.
En términos reales, y según la OCDE, Estados Unidos es el principal donante seguido de Reino Unido, Francia y Alemania. Sin embargo porcentualmente Estados Unidos apenas dedica un 0,21% de su renta nacional Bruta. En 2010, los 128 000 millones de dólares de la ayuda para el desarrollo constituyeron solo un 0,32% del producto nacional bruto de los veintitrés principales países donantes.
La ayuda oficial para el desarrollo era la principal fuente de fondos para el desarrollo. Sin embargo, las inversiones privadas y los préstamos privados han tomado fuerza y han sobrepasado de forma considerable las corrientes oficiales. En 1998, por ejemplo, de un total neto de 240 000 millones de dólares que entró a los países en desarrollo, 147 000 millones fueron recursos privados, y solo 88 000 millones fueron fondos oficiales, incluidos fondos que no eran de asistencia oficial para el desarrollo.
Durante el decenio de 1990 el promedio anual de asistencia oficial para el desarrollo ha sido de 55 000 millones de dólares. La proporción del total de la ayuda para el desarrollo que corresponde al sistema de las Naciones Unidas ha sido alrededor del 8%.
Para supervisar las corrientes financieras se encuentran el Banco Mundial y la Conferencia de Naciones Unidas sobre Comercio y Desarrollo (UNCTAD), quienes señalan los problemas graves que siguen sin resolver.

## Lista de beneficiarios del AOD
El Comité de Ayuda al Desarrollo (CAD) utiliza dos listas para identificar quiénes son elegibles para recibir asistencia oficial para el desarrollo: una está dirigida a países y territorios, y otra a organizaciones internacionales. En el caso de la primera, esta lista  incluye a todos los países de ingresos bajos y medios según el Ingreso Nacional Bruto (INB) per cápita publicado por el Banco Mundial, con excepción de los antiguos miembros del G8, los miembros de la Unión Europea y los países con una fecha de ingreso establecida a la Unión Europea. La lista también incluye a todos los países menos desarrollados según la definición de las Naciones Unidas.
El CAD actualiza la lista de países y territorios cada tres años. Aquellos que hayan superado el umbral de ingresos altos durante tres años consecutivos en el momento de la revisión, son eliminados de la lista de ayuda financiera. La lista actual de países y territorios beneficiarios puede encontrarse aquí. La próxima revisión de la lista del CAD tendrá lugar en el segundo semestre del año 2026.